# Viareggio Beach Soccer 2018
Questa voce raccoglie le informazioni riguardanti del Viareggio Beach Soccer nelle competizioni ufficiali della stagione 2018.

## Stagione
Il Viareggio vince la Supercoppa italiana (Primo titolo) alla terza finale disputata.

## Maglie e sponsor
Lo sponsor principale per la stagione 2018 è Sammontana.
Lo sponsor tecnico per la stagione 2018 è Kappa.
| 1ª divisa | 2ª divisa |

## Organigramma societario
- Presidente: Giancarlo Carpita
- Vicepresidente:
- Direttore generale:
- Direttore tecnico:
- Segretaria:
- Addetto stampa:

## Organico

### Staff tecnico
- 1º Allenatore:  Stefano Santini
- 2º Allenatore:  Massimo Belluomini
- Prep. atletico:  Andrea Ferrari.
- Prep. portieri:  Emiliano Diridoni

## Palmares Personali
- Gabriele Gori capocannoniere della Serie A 2018 (reti 29).

## Finale Supercoppa

### Tabellino
| Arbitro: | Bottalico e Contrafatto (ITA) |

|                           |                      |                      |
| Gentilin 8pt’ Ietri 12st’ | Marcatori            | 11pt’, 10tt’ Marinai |
| Palma Jordan Bruno Novo   | Tiri di rigore 2 – 3 | Marinai Bryan Remedi |